# Mexico's Next Top Model
Mexico's Next Top Model (abreviado como MNTM) es un programa de telerrealidad mexicano basado en el programa estadounidense America's Next Top Model, el cual es una de las franquicias con más audiencia, transmitido por la cadena internacional Sony Entertainment Television en diversos países.
El programa muestra a un grupo de mujeres jóvenes compitiendo por el título de La Siguiente Super Modelo Mexicana y la oportunidad de comenzar sus carreras en la industria del modelaje.
La ganadora de cada temporada se hace acreedora de premios tales como: un contrato con una prestigiosa agencia de modelos, una portada y sección en una revista mexicana, un viaje con todos los gastos pagados cortesía de una empresa privada y un automóvil del año.

## Ciclos
| Ciclo | Fecha de estreno         | Ganadora       | Finalista         | Segunda finalista | Otras participantes (en orden de eliminación) | Número de Participantes | Destino Seleccionado  |
| ----- | ------------------------ | -------------- | ----------------- | ----------------- | --- | ----------------------- | --------------------- |
| 1     | 1 de octubre de 2009     | Mariana Bayón  | Nohemi Hermosillo | Cecilia Pérez     | Kathya Amor Rodríguez, Yatzil Rubio, Isabel Nieto, Fernanda Sánchez, Ana Laura Cubas, Silvia Noyola, Anelis Echegaray, Verónica Sánchez, Andrea Carreón, Paulina Haro                       | 13                      | Ixtapa                |
| 2     | 9 de agosto de 2011      | Tracy Reuss    | Nikoll Vogas      | Yael Álvarez      | Pris Zamora, Verónica Sánchez (abandona), Marina Ávila, Xareni Sajaropulos, Ana Claudia Reyes, Quetzalli Bulnes, Erika Coronel y Grecia Vargas, Melina Laporta, Lee Velázquez, Fer Herrera. | 14                      | San Miguel de Allende |
| 3     | 4 de septiembre de 2012  | Sahily Cordova | Paulina Barragan  | Alessa Bravo      | Amira del Carmen Díaz, Lili Fifield, Leti Ortiz Zapatera, Anali Ramos, Eloina Cavazos, Ana Paula Crippa, Sue Ellen García, Jessica Ortiz Palma, Sofía Saviano, Perla Gaspar.                | 13                      | Ninguno               |
| 4     | 19 de agosto de 2013     | Paloma Aguilar | Cindy Gradilla    | Iliana Ruiz       | Jonnuem Torres, Ruz Ruz, Lucía de la Vega, Valeria Carmona, Magui Jiménez y Stefy Vargas, Renata Aguilar, Karely Carreón (abandona), Michel Estrada, Clara González, Bárbara Cortéz         | 14                      | Acapulco              |
| 5     | 29 de septiembre de 2014 | Vanessa Ponce  | Mariana Berumen   | Miranda Chamosa   | Nydia Galindo, Montserrat Curis, Diana Gill, Samantha Ochoa, Andrea Ibañez, Elsa Chapa, Elisa Ayon García, Kristen Fara (abandona), Nebai Torres y Roxana Reyes.                            | 13                      | Los Ángeles           |

## Jurados
| Jueces                    | Ciclo        | Ciclo        | Ciclo        | Ciclo        | Ciclo        |
| Jueces                    | 1 (2009)     | 2 (2011)     | 3 (2012)     | 4 (2013)     | 5 (2014)     |
| ------------------------- | ------------ | ------------ | ------------ | ------------ | ------------ |
| Elsa Benítez              | Presentadora | Presentadora | Presentadora |              |              |
| Jaydy Michel              |              |              |              | Presentadora | Presentadora |
| Allan Fis                 | Juez         | Juez         | Juez         | Juez         | Juez         |
| Glenda Reyna              | Juez         | Juez         | Juez         | Juez         | Juez         |
| Oscar Madrazo             | Juez         | Juez         | Juez         | Juez         | Juez         |
| Jo Lance                  | Juez         | Juez         |              |              |              |
| Antonio González de Cosio |              |              | Juez         | Juez         | Juez         |

Hasta la quinta temporada, el jurado estaba compuesto por:
- Jaydy Michel

Hasta la quinta temporada, que finalizó en diciembre de 2014, la anfitriona del programa era la modelo y actriz mexicana Jaydy Michel. Ha desfilado en las principales pasarelas del mundo para diseñadores de la talla de Torretta, Javier Larrainzar y Ágatha Ruiz de la Prada. También ha aparecido en la portada de las más importantes revista de moda en México y del extranjero como Elle, Marie Claire, Woman, GQ, Chic, Telva, Vogue (ediciones España y México), ¡Hola! y Ocean Drive, entre muchas otras.
Entre sus campañas se pueden mencionar reconocidas marcas como Tous, Wella, Tous Touch Fragance, Gillette o Platino Lingerie, entre otras.
- Glenda Reyna

Es una exmodelo, especialista en relaciones públicas, artist manager; trabajó para una de las agencias comerciales más conocidas de México, Shock Modeling, la cual fue la agencia con la que firmaron Mariana Bayon y Tracy Reuss, ganadoras de las dos primeras temporadas de MNTM. Actualmente es la dueña de Glenda Modelos. En la década de 1970 fue una modelo muy cotizada formando parte de la agencia Aníbal y Tania participando en los desfiles prêt-à-porte de Carlo y Keko de Mikchelis, Ricardo Santana, Eduardo Rocha y Martha Riestra. Ha trabajado con famosos fotógrafos como Cristian Benson, Adolfo Pérez Butrón entre otros, obteniendo portadas y notas de las revistas Vogue, Kena, Vertigo, Activa, Hogar y vida. Ha trabajado con diseñadores internacionales en México como Oscar de la Renta y Marc Jacobs.
- Antonio González de Cosio

Director y editor de moda, productor y coordinador, estilista y especialista en relaciones públicas de moda. 
Ha trabajado como columnista y colaborador de Vogue, Elle, Harpers´s Bazar, Cosmopolitan y Esquire, además formó parte del departamento de producción de la revista WOMAN en España. 
Trabajó en televisión como reportero y comentarista en el programa Hacer y Deshacer con Juan José Origel y Montserrat Oliver.
Produjo innumerables desfiles de moda para firmas como Chanel, Louis Vuitton y en algunos incluso trabajó al lado de los diseñadores mismos, como es el caso de Adolfo Domínguez y Pierre Cardin. Fue estilista personal de la actriz Eva Longoria durante su estancia en Los Cabos, México, en 2007. Desde hace más de 15 años cubre las semanas de la moda en París y Milán.
- Allan Fís

Fotógrafo profesional que realizó su especialización en París. Tras regresar de Francia fue editor de foto de la revista Elle. Regularmente publica en las revistas más importantes del mundo como Vogue, Rolling Stone, Esquire y Gatopardo.
- Oscar Madrazo

Director de Contempo Internacional Model Management, actualmente la agencia de modelos más importante en México y una de las más renombradas en Latinoamérica. Inició su carrera como modelo a la edad de 9 años. Durante la década de 1980 participó en campañas para El Palacio de Hierro, Nissan, Marinela, Sabritas y Coca Cola, entre otras reconocidas marcas.
Ha trabajado con algunas de las top models más emblemáticas como Tyra Banks, Coco Rocha, Cindy Crawford y Karolina Kurkova, entre otras.
Jurados anteriores:
- Elsa Benitez

Es una top model mexicana. En 1996 es elegida para aparecer en una de las revistas de moda más importantes de todos los tiempos y una de las más codiciadas por todas las modelos, Vogue Italia, en donde aparece durante tres meses consecutivos en ese año. Apareció seis veces en la revista estadounidense Marie Claire. Después de ser contratada por la agencia Elite, aparece en las portadas de muchas revistas como Vogue, Elle (Estados Unidos, México, Alemania, Australia), Glamour, Mademoiselle, Cosmopolitan, GQ, Harper's Bazaar y Marie Claire.
Protagonizó pasarelas y/o campañas de Chanel, Valentino, Christian Lacroix, Versace, Fendi, Christian Dior, Pierre Balmain, Karl Lagerfeld, John Galliano, Gianfranco Ferré, MaxMara, Salvatore Ferragamo, Chloé, Escada, Emanuel Ungaro, Massimo Dutti y en Estados Unidos para Carolina Herrera y Oscar de la Renta, Anna Sui, y Covergirl.
Elsa es tal vez la única modelo latinoamericana que ha desfilado en Alta costura. Durante su estancia en París desfiló para algunas de las más importantes casas de moda que presentaban Alta costura, que siempre han sido unas cuantas, debido al gran trabajo que implica esta fracción de la moda; así pues Elsa desfiló para Chanel, Christian Dior, Christian Lacroix, Pierre Balmain, Emanuel Ungaro y Versace.
Ha trabajado para las casas Macy's, Episode, I-N-C, J.Crew, Rena Lange, Nine West, y Jones New Cork.
A lo largo de su carrera, Elsa Benítez ha logrado aparecer en 33 portadas de las más reconocidas revistas del mundo en ediciones de varios países.
- Jo Lance

Es un Stylist & Director de Arte Creativo que rompe fronteras y le inyecta vida a ideas y conceptos novedosos, ha sido galardonado con un reconocimiento. Además de sus numerosas colaboraciones en televisión y teatro, su trabajo ha sido publicado en varios medios como en una campaña de Avon.

## Premios
| Ciclo   | Agencia de modelos | Revista                 | Imagen               | Otros premios                         |
| ------- | ------------------ | ----------------------- | -------------------- | ------------------------------------- |
| Ciclo 1 | Shock Modeling     | Cover "Glamour México"  | Sedal                |                                       |
| Ciclo 2 | Shock Modeling     | Cover "Elle México"     | Sedal                |                                       |
| Ciclo 3 | Queta Rojas        | Cover "Elle México"     | Sears                | Automóvil Tiguan                      |
| Ciclo 4 | Queta Rojas        | Cover "Elle México"     | Tommy Hilfiger Sears | Mary Kay Automóvil Tiguan             |
| Ciclo 5 | Queta Rojas        | Spread "Glamour México" | Tommy Hilfiger Sears | Mary Kay Automóvil Tiguan $300,000.00 |